# دهستان اوریساره
دهستان اوریساره (به لاتین: Orissaare Parish) یک دهستان در استونی است که در شهرستان ساره واقع شده‌است.

## خصوصیات
دهستان اوریساره ۱۶۳٫۰۲ کیلومترمربع مساحت و ۲٬۱۱۶ نفر جمعیت دارد.